# شارلی اوکونل
شارلی اوکونل (انگلیسی: Charlie O'Connell؛ زادهٔ ۲۱ آوریل ۱۹۷۵) یک هنرپیشه اهل ایالات متحده آمریکا است.
از فیلم‌های معروف او می‌توان به بازی در فیلم رفیق، ماشین من کجاست؟ اشاره کرد.